# Watertoren (stadswal Brussel)

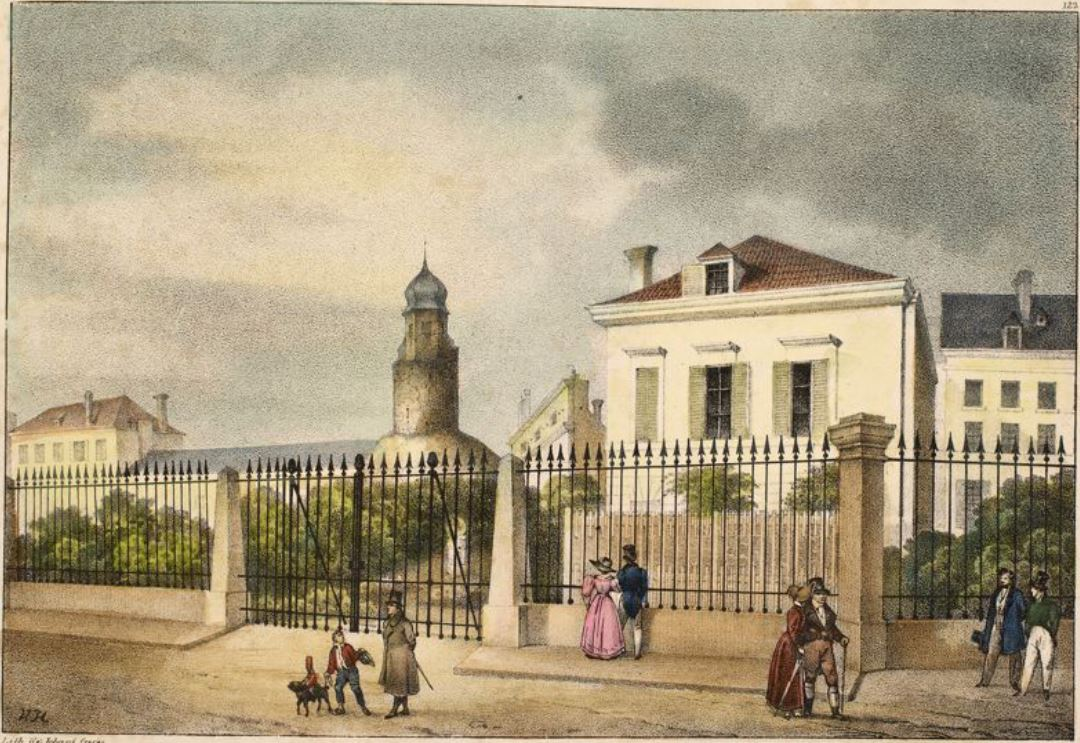
De Watertoren op een ingekleurde litho uit 1830.

De Watertoren (Frans: Tour Hydraulique) was een tot reservoir omgebouwde verdedigingstoren op de tweede stadsmuur van Brussel. 

## Geschiedenis
Het ombouwen van dit Blau Torreken (niet te verwarren met de Blauwe Toren) gebeurde in de jaren 1601-1603 op last van de aartshertogen Albrecht en Isabella om de fonteinen in en rond het Koudenbergpaleis te voeden met water van de Broebelaar dat door de Fonteinmolen was opgepompt uit het 45 m lager gelegen Sint-Joost-ten-Node. De eerste conceptie van dit systeem lijkt te zijn uitgewerkt door de ingenieur Pietro Sardi. Na hem werkten tal van anderen aan de uitvoering en verbetering van het waternet. 
Een herbouwing van de Watertoren vond plaats in 1686 om een vergaarbak van 11.310 kubieke voet te creëren. In de nabijheid lagen toen een maliebaan en een valkerij.
Zeer snel voorzag het reservoir ook aristocratische residenties in de omgeving tegen betaling van stromend water. Twee hoofdleidingen vertrokken vanuit de Watertoren. De eerste volgde de stadsmuren richting Leuvensepoort, langs het ongeschoeide karmelietenklooster, naar de vorstelijke paardenstallen. De tweede bediende de fonteinen, automaten en watergrotten van het Warandepark, waarna ze verderliep naar de wijngaard, het Baliënplein en het Hof van Hoogstraten.
Na de aanleg van het Warandepark legde Joachim Zinner een promenade aan langs de stadsmuren die veel wandelaars aantrok. Om hen mooie doorkijkjes te bieden, werd de stadsmuur rond de toren in 1779-1781 afgebroken en vervangen door een lage palissade. Ook de toren zelf, die in slechte staat was, diende gedeeltelijk te worden gesloopt. In 1810 werd de Watertoren overgedragen aan de stad Brussel. Hij werd gespaard bij het slopen van de stadsmuren en kwam te liggen aan de nieuwe Regentlaan, nabij het kruispunt met de Wetstraat. Tegen het midden van de 19e eeuw was het aantal aansluitingen opgelopen tot een 500, maar de plannen voor een betere waterbevoorrading waren toen reeds onderweg. In 1855 werd de Fonteinmolen uit dienst genomen en drie jaar later afgebroken, net als de Watertoren.

## Voetnoten
1. ↑  Deligne 2005, p. 139-140